# Hyppa
Hyppa is een geslacht van vlinders van de familie Uilen (Noctuidae), uit de onderfamilie Hadeninae.

## Soorten
- H. brunneicrista Smith, 1902
- H. contrasta McDunnough, 1946
- H. indistincta Smith, 1894
- H. rectilinea

Zwartstreepuil (Esper, 1788)
- H. xylinoides Guenée, 1852